# 河合俊雄
河合 俊雄（かわい としお、1957年9月30日 - ）は、日本の心理学者。京都大学名誉教授。専門は心理療法、ユング心理学。一般財団法人河合隼雄財団代表理事。日本ユング派分析家協会副会長。

## 経歴
1957年生まれ。4歳から7歳までチューリッヒで過ごす。奈良県立奈良高等学校卒業。1982年京都大学大学院教育学研究科修士課程修了。1987年同博士課程中退、チューリヒ大学で博士号取得。1990年ユング派分析家資格取得。

### 職歴
- 1988年4月 - 1990年8月 カランキーニ精神科で心理療法家（スイス）
- 1990年9月 - 1990年9月 甲南大学文学部非常勤講師
- 1990年10月 - 1995年3月 甲南大学文学部社会学科助教授
- 1995年4月 - 1998年3月 京都大学教育学部助教授
- 1998年4月 - 2005年9月 京都大学大学院教育学研究科助教授
- 2005年10月 - 2007年3月 京都大学大学院教育学研究科教授
- 2007年3月 - 2023年3月　京都大学こころの未来研究センター教授
- 2023年5月 - 京都大学名誉教授

## 研究内容・業績
心理療法の実践を通じ、出会う多様な心の問題の研究と、心理療法の歴史的・文化的な背景の検討を行うことで、現代の心のあり方を探求している。フロイトの精神分析では主に神経症における自意識を前提としていたが、河合は現代の意識は異なる特徴を持つと仮定して、解離症状や発達障害、身体疾患における心理療法に着目した。近年は心理療法における弁証法的な動きに注目し、心理療法を中心としながら、文献研究、調査研究やも併用し、物語論的でない事例研究のあり方を模索している。

## 家族・親族
- 父：河合隼雄は日本におけるユング心理学の紹介者として知られる。元文化庁長官。
- 伯父：河合雅雄は霊長類の研究で知られる。
- 弟：河合幹雄は法学者（桐蔭横浜大学法学部教授）
- 弟：河合成雄はイタリア文学者（神戸大学大学院・国際連携推進機構 国際教育総合センター教授）。

## 著書

### 単著
- 『概念の心理療法 物語から弁証法ヘ』（日本評論社） 1998
- 『ユング 魂の現実性』（講談社） 1998、改訂版（岩波現代文庫） 2015
- 『心理臨床の理論』（岩波書店） 2000
- 『村上春樹の「物語」 夢テキストとして読み解く』（新潮社） 2011
  - 増補版『謎とき村上春樹 「夢分析」から見える物語の世界』（新潮選書） 2025
- 『ユング派心理療法』（ミネルヴァ書房） 2013
- 『心理療法家がみた日本のこころ いま、「こころの古層」を探る』(ミネルヴァ書房） 2020
- 『夢とこころの古層』（創元社） 2023
- 『村上春樹で出会うこころ』（朝日選書） 2025

### 共編著
- 『境界例・重症例の心理臨床』（河合隼雄, 山中康裕, 小川捷之共著、金子書房） 1998
- 『心理療法と医学の接点』（山中康裕共著、創元社） 2005
- 『新・臨床心理学入門』（岩宮恵子共著、日本評論社） 2006
- 『心理臨床における個と集団』（岡田康伸, 桑原知子共著、創元社） 2007
- 『京都「癒しの道」案内』（鎌田東二共著、朝日新聞出版） 2008
- 『こころにおける身体 身体におけるこころ』（編著、日本評論社） 2008
- 『臨床家 河合隼雄』（谷川俊太郎, 鷲田清一共編、岩波書店） 2009
- 『思想家 河合隼雄』（中沢新一共編、岩波書店） 2009
- 『発達障害への心理療法的アプローチ』（創元社） 2010
- 『ギーゲリッヒ 夢セミナー』（W・ギーゲリッヒ、田中康裕共編、創元社） 2013
- 『ジオサイコロジー 聖地の層構造とこころの古層』（中沢新一共著、創元社） 2022

### 翻訳
- 『ユング心理学概説2 夢の意味』（C・A・マイヤー、創元社） 1989.6
- 『元型的心理学』（ジェイムズ・ヒルマン、青土社） 1993.9
- 『ユング心理学概説1 無意識の現れ ユングの言語連想検査にふれて』（C・A・マイヤー、森谷寛之共訳、創元社） 1996.9
- 『魂と歴史性』（ヴォルフガング・ギーゲリッヒ、監訳、日本評論社、ユング心理学の展開） 2000.5
- 『神話と意識 講義・講演集』（ギーゲリッヒ、監訳、日本評論社、ユング心理学の展開） 2001.9
- 『日本神話と心の構造 河合隼雄ユング派分析家資格審査論文』（田中康裕, 高月玲子共訳、岩波書店） 2009.9
- 『赤の書』（C・G・ユング、ソヌ・シャムダサーニ編、監訳、田中康裕, 高月玲子, 猪股剛訳、創元社） 2010.7
- 『ユング伝記のフィクションと真相』（ソヌ・シャムダサーニ、監訳、田中康裕, 竹中菜苗, 小木曽由佳訳、創元社） 2011.7
- 『日本人の心を解く:夢・神話・物語の深層へ』（岩波現代全書） 2013.6

### 独書
- Toshio kawai,Bild und Sprache und ihre Beziehung zur Welt,1988

## 受賞・栄典
- 1993年 - Egnér奨励賞